# 蘇第·素崇吉
苏提·苏克索姆科特（1980年6月5日—）生于泰国，泰国已退役足球运动员，现担任泰国U-23国家队助理教练，前泰国国家足球队成员，司职左边锋和前锋。
在俱乐部中素崇吉先后效力过泰国国内联赛强队泰国农民银行，曾短暫效力英國的切尔西足球俱樂部，以及丹戎巴葛联、内政联和淡滨尼流浪三支新加坡职业联赛球队。現在為新加坡淡濱尼流浪隊踢球，球衣編號為17。
素崇吉最初是边路球员同时也可以胜任前锋，在2004年亚洲杯足球赛中，他在对阵日本对的比赛中攻入一球，这也是泰国在这届赛事中的唯一一个进球。同年，他获得了一份加盟韩国K联赛釜山偶像的合约，但在最后时刻双方未能正式签约。素崇吉的左脚能力十分了得，正是由于他的出色发挥，2003年，曾和內政聯的新加坡籍队友英代拉·沙丹·道德（Indra Sahdan Daud）一起赴英格兰足球超级联赛豪门切尔西受训。
素崇吉多次代表泰國國家隊出場，在2007年亚洲杯足球赛中素崇吉在揭幕战中射入一粒帮助球队1-1战平了伊拉克。